# Tren de Alta Velocidad de California
El Tren de Alta Velocidad de California (California High-Speed Rail en idioma inglés) es un sistema de tren de alta velocidad en el estado de California cuya planificación empezó en 1993. El primer riel se colocó en 2025.
La aspiración es conectar Gilroy (111 kilómetros al sur de San Francisco) con Palmdale (83 kilómetros al norte de Los Ángeles) en el año 2045.
El proyecto está siendo supervisado por la Autoridad del Tren de Alta Velocidad de California, que lo diseñará, construirá y operará. Si se construye, varios trenes de alta velocidad con velocidades de hasta 350 km/h (220 millas/hora) conectarán las ciudades de San Francisco y Los Ángeles en alrededor de tres horas.
Un primer plan de implantación aprobado en agosto de 2005 estimó que tomaría entre 8 y 11 años "desarrollar e iniciar las operaciones de un primer tramo entre Los Ángeles y San Francisco," esto es, según el plan, el ferrocarril estaría completado entre 2013 y 2016.
En 2019, cuando se estimaba que los costos excederían setentamil millones de dólares), el gobernador demócrata Gavin Newsom canceló el proyecto, indicando que solo se completará un ferrocarril en el desierto, entre Merced (población 80 000) y Bakersfield (población 400 000). El costo del tren a ningún lado se estimaba en doce mil cuatrocientos millones de dólares en 2019, pero ya en 2023 dicho estimado había subido a $35 300 millones de dólares
El servicio Merced-Bakersfield arrancaría en 2033; en 2025, hacían falta sietemil millones de dólares en asignaciones presupuestales adicionales para su construcción.
En 2022 se estimaba el costo del proyecto Los Ángeles-San Francisco en $113 miles de millones de dólares.  En 2023 se estimaba el costo del proyecto en $128 miles de millones de dólares.

## Historia
Una legislación de 1993 estableció la Comisión de trenes intercitadinos de alta velocidad de California.  Dicha legislación estipuló que en 2000 debía inciarse la construcción del segmento Los Ángeles-San Francisco y que la red entre San Diego, Los Ángeles, San Francisco y Sacramento debía ya servir a los californianos antes de 2013.

## Operaciones actuales
Actualmente, los servicios ferroviarios interurbanos no tienen acceso directo con la ciudad de  San Francisco (excepto el de Caltrain, que conecta San Francisco con diversas ciudades de los condados de San Mateo Y Santa Clara, como San José, Gilroy, Palo Alto y Belmont). Amtrak ofrece conexiones de autobuses a diversos lugares de San Francisco a sus estaciones en Oakland y Emeryville al otro lado de la bahía.
La ruta más rápida de Amtrak desde Oakland a Los Ángeles es la línea del tren de San Joaquín hacia Bakersfield, y después un bus desde Bakersfield a Los Ángeles u otras ubicaciones en el Sur de California. Un viaje desde San Francisco a Los Ángeles toma al menos nueve horas. La ruta de San Joaquin no es muy eficiente, ya que tiene muchas curvas al norte y este de Oakland y sobre el río Delta de Sacramento al entrar al Valle Central. Un viaje de un asiento de Oakland/Emeryville a Los Ángeles es vendido por la Pacific Coast llamado Coast Starlight. Sin embargo es más lento, ya que toma alrededor de 12 horas.

## Ruta
La red ferroviaria se extendería primero desde San Francisco y Sacramento, vía el Central Valley hacia Los Ángeles y San Diego vía Inland Empire. Las estaciones propuestas se muestran en el cuadro de la derecha. Las estaciones del tramo inicial de San Francisco-Los Ángeles-Anaheim están en negrita.
Uno de los principales problema que inicialmente se debatió era si se conectaba a la Área de la Bahía vía el Altamont Pass o vía Pacheco Pass. El 15 de noviembre de 2007, la Autoridad emitió una recomendación de que el Tren de Alta Velocidad debería de seguir la ruta del Paso Pacheco, en lugar de la ruta de Altamont. El paso Pacheco fue recomendado porque tenía una ruta más directa, y la ruta de Altamont tenía más dificultades de ingeniería. También, porque las ciudades a lo largo de la ruta Altamont no se pusieron de acuerdo en apoyar la ruta. Algunas ciudades, como Pleasanton y Fremont, incluso se opusieron a la opción de la ruta Altamont, alegando que se incrementaría el tráfico y varias propiedades podían ser expropiadas. Los grupos medioambientalistas, incluyendo al Sierra Club, se opusieron a la ruta Pacheco porque el área está menos desarrollada y es más sensible que Altamont.
El 19 de diciembre de 2007 la Junta de la Autoridad llegó a un acuerdo en que el proyecto procedería de acuerdo a las recomendaciones del plantel personal para la ruta del Paso Pacheco. El Paso Pacheco fue considerada como la ruta superior de larga distancia para viajar entre el Sur de California y el Área de la Bahía, aunque la opción del Paso Altmont hubiese servido como una buena vía de acceso. Según las recomendaciones, también se construirán líneas férreas a lo largo del corredor del tren de Alta Velocidad para complementar la ruta.

## Financiación
Un bono para obtener los fondos y desarrollar el segmento principal del sistema había sido puesto en marcha en las elecciones estatales de 2004. Ese fue el primer retraso en 2006 debido a las preocupaciones con el presupuesto estatal que había sido incrementado por el Gobernador Arnold Schwarzenegger. En enero de 2006, el gobernador eligió omitir unos fondos para el proyecto de su Bono de Obras Públicas de $222.6 mil millones de dólares para 10 años. El gobernador si incluyó $14.3 millones en el presupuesto del 2006-07 para la Autoridad, suficiente como para iniciar los planes detallados sobre la ingeniería del sistema. El bono para el tren de alta velocidad fue retrasado otra vez del 2006 al 2008 para evitar la competencia con el gran bono de infraestructura que había sido pasado en las  elecciones genérales de 2006. El bono para el Tren de Alta Velocidad por fin llegará a una votación como la Proposición 1A.
El gobernador se rehusó de dar fondos a la Autoridad al nivel que requirió del año fiscal 2007-08. En julio, la conferencia del comité de la Legislatura Estatal llegó a un acuerdo para apropiarse de $41.1 millones de los $130 millones pedidos, pero ese número disminuyó a casi $4.7 millones durante el período de siete semanas de estancamiento del presupuesto. El fondo total incluyó $20.7 millones para la Autoridad suficiente para que la Autoridad decidiera su ruta preferida entre el Valle Central y la Ruta de la Bahía, y continuar la "ingeniería y el impacto medioambiental en el corredor LA-Anaheim, y continuando diseñando el trabajo necesitado para recibir aprobaciones regulatorias para construir el sistema."
Si se llega a aprobar, bono aportará $9 mil millones para que se construya el tramo principal que estaría localizado entre San Francisco y Los Ángeles/Anaheim y además $950 millones para mejores en los sistemas locales ferroviarios, en la cual ayudaría a desarrollar las zonas a lo largo de la línea principal. Sin embargo, el proyecto aún dependería de los fondos federales, ya que el bono de los $9.95 millones sólo cubriría al menos la mitad del costo del segmento principal.
Según en un estimado del 2004, el sistema completo desde Sacramento a San Diego costaría entre $30 mil millones, y con estimados del 2007 costaría alrededor de $40 mil millones. La Autoridad del Tren de Alta Velocidad de California planea usar las ganancias iniciales de las operaciones de la línea desde San Francisco-Los Ángeles para financiar las otras extensiones a Sacramento y San Diego.
El Gobernador Schwarzenegger ha alentado a los legisladores a recorrer los sistemas ferroviarios de alta velocidad existentes a fin de que puedan obtener una mejor comprensión del sistema y para que así estén más dispuestos a apoyar.

## Apoyos
El Periódico Los Angeles Times apoyó la proposición 1A y la propuesta del Tren de Alta Velocidad de California, diciendo "aun creemos que los votantes deben darle luz verde a este bono, porque es su interés a largo plazo. La situación contra el smog, las carreteras entre otros es muy crítica para la salud de los californianos y la competitividad.
El San Francisco Chronicle dijo "Pro. 1A presenta una visión muy ambigua que se ajusta a las necesidades de transporte y medio ambiente del estado."

## SNCF
La SNCF recomendó la ruta directa entre Los Ángeles y San Francisco, pero, frustrada por la gestión californiana, abandonó el proyecto en 2011, indicando que se marchaban a África, que era «menos disfuncional políticamente».  El Tren de alta velocidad de Marruecos fue completado en 2018.